# Ander Romarate
Ander Romarate Aguirre (nascido em 14 de junho de 1994) é um nadador paralímpico espanhol da classe S8. Especialista em nado costa, atualmente pertence à equipe Urbat-Urkotronik.

## Paralimpíada
Participou, representando a Espanha, dos Jogos Paralímpicos de Verão de 2012, realizados em Londres.

## Vida pessoal
Romarate tem uma deficiência física que afeta suas duas pernas. Atualmente reside em Eibar.